# 유럽 종양학 연구소
유럽 종양학 연구소(이탈리아어: Istituto Europeo di Oncologia, IEO; 영어: European Institute of Oncology)는 이탈리아 밀라노에 위치한 비영리 사법 종합 암 센터이다. 이 센터는 병원, 연구 센터, 교육 기관 역할을 한다. IEO는 유럽의 선도적인 생명 과학 연구 센터 연합인 EU-LIFE의 회원이다.
유럽 종양학 연구소는 조직 및 관리와 함께 임상 및 과학 연구를 개발하여 암의 예방, 진단 및 치료에 힘쓰고 있다. 회원들에게 전문적인 네트워크를 제공한다.

## 같이 보기
- 밀라노 대학교 국제 의과 대학
- 니구아르다 병원
- 밀라노 종합병원